# Santo Tomé y Príncipe en los Juegos Olímpicos de Atenas 2004
Santo Tomé y Príncipe estuvo representado en los Juegos Olímpicos de Atenas 2004 por dos deportistas, un hombre y una mujer, que compitieron en atletismo.
La portadora de la bandera en la ceremonia de apertura fue la atleta Fumilay Fonseca. El equipo olímpico santotomense no obtuvo ninguna medalla en estos Juegos.